# Phil Hughes (Fußballspieler)
Philip Anthony „Phil“ Hughes (* 19. November 1964 in Belfast) ist ein ehemaliger nordirischer Fußballtorwart. Er war als Drittligatorhüter der englischen Klubs FC Bury und Wigan Athletic bekannt, bevor er im Alter von nur 27 Jahren verletzungsbedingt seine Karriere beenden musste. Darüber hinaus absolvierte er drei A-Länderspiele zwischen 1986 und 1987 für die nordirische Nationalmannschaft und war Teil des Kaders der WM-Endrunde 1986 in Mexiko. Dort war er jedoch nur die „Nummer 3“ hinter Pat Jennings und Jim Platt.

## Sportlicher Werdegang
Hughes war zunächst Jugendtorwart bei Manchester United und stand im Jahr 1982 im Endspiel des FA Youth Cups, das aber gegen den FC Watford verloren wurde. Beim Übergang in den Seniorenbereich fand er dann bei den „Red Devils“ keine Berücksichtigung und versuchte sich dann ab Januar 1983 beim Zweitligisten Leeds United. Aber auch dort waren seine Bewährungschancen rar, da er an dem erfahrenen schottischen Ex-Nationalkeeper David Harvey nicht vorbeikam. Als dann zur Mitte der 1984/85 mit Mervyn Day weitere Konkurrenz verpflichtet wurde, war offensichtlich, dass sich für Hughes keine sportliche Perspektive mehr bieten sollte. Als ehemaliger nordirischer Jugendnationaltorwart und nach ersten Nominierungen in den A-Kader gegen Ende 1984 suchte er sich dann im Juli 1985 nach gerade einmal sieben Pflichtspielen für Leeds in zweieinhalb Jahren eine neue Aufgabe. Er fand diese beim FC Bury, der kurz zuvor in die dritte Liga aufgestiegen war.
Bei den „Shakers“ wurde er schnell Stammkeeper und obwohl er mit seinem neuen Team auf Rang 20 in der Saison 1985/86 den Klassenerhalt nur knapp bewerkstelligte, hatte er mit seinen konstanten Leistungen den nordirischen Nationaltrainer Billy Bingham davon überzeugt, ihn mit zur WM-Endrunde 1986 nach Mexiko mitzunehmen (als dritter Torwart hinter Pat Jennings und Jim Platt; anstelle von George Dunlop). Nach dem Rücktritt von Jennings nach dem Turnier absolvierte er am 15. Oktober 1986 in der Qualifikation für die Euro 1988 in Deutschland das erste Spiel gegen England und das wenig erfahrene nordirische Team scheiterte deutlich mit 0:3. Es folgten im November 1986 und Februar 1987 zwei weitere A-Länderspiele gegen die Türkei (0:0) und Israel (1:1). Die Entwicklung erfuhr einen erheblichen Rückschlag, als sich Hughes in der zweiten Hälfte der Saison 1986/87 schwer an der Schulter verletzte und damit für eine längere Zeit ausfiel. In dieser Zeit übernahm George Dunlop zunächst seinen Platz in der nordirischen Nationalelf und wurde selbst dann von Allen McKnight abgelöst.
Seine vormalige Form sollte Hughes nach der Verletzung nie wieder erreichen und im November 1987 ließ ihn der FC Bury für eine Ablösesumme von 35.000 Pfund zum Ligakonkurrenten Wigan Athletic weiterziehen. In knapp vier Jahren bestritt Hughes 99 Ligapartien für die „Latics“ und wechselte dann ablösefrei zum Viertligisten AFC Rochdale. Ohne dort zum Einsatz gekommen zu sein, schloss er sich im Oktober 1991 ebenfalls in der vierten Liga dem FC Scarborough an und bestritt in seiner letzten Profisaison 1991/92 insgesamt 21 Pflichtspiele. Im Alter von 27 Jahren beendete er aufgrund andauernder Schulterprobleme seine Profilaufbahn. Er spielte fortan im Amateurbereich für den AFC Guiseley und verband dieses mit seiner Vollzeitbeschäftigung als Polizist. Dazu engagierte er sich im Jugendfußball.
Später arbeitete er als Torwarttrainer für Leeds United und Grimsby Town sowie zwischen 2004 und 2010 für den FC Burnley. Nach dem Rücktritt von Cheftrainer Owen Coyle übernahm er im Januar 2010 interimistisch die Kotrainerfunktion. Hughes und Coyle arbeiteten später noch zusammen bei den Bolton Wanderers (2010–2012), Wigan Athletic (2013) und ab 2015 bei Houston Dynamo in der nordamerikanischen Major League Soccer.